# Міясіта Дзюніті
Міяшіта Джюнічі  (яп. 宮下 純一, 17 жовтня 1983) — японський плавець, олімпійський медаліст.

## Виступи на Олімпіадах
| Олімпіада  | Дисципліна                      | Місце |
| ---------- | ------------------------------- | ----- |
| Пекін 2008 | плавання на 100 метрів на спині | 8     |
| Пекін 2008 | комплексна естафета 4 × 100     | 3     |